# Zlatko Zebić
Zlatko Zebić (Loznica, 8. siječnja 1979.) je srbijanski nogometaš.
Njegova karijera počinje sa 16 godina kada kao jedan od najnadarenijih igrača iz Srbije potpisuje profesionalni ugovor s nogometnim klubom iz rodnog mjesta Loznice. Sa 17 godina postaje standardni igrač i nositelj tadašnjeg prvoligaša iz Loznice. Samo godinu dana kasnije poslije svega odigranih 28 utakmica za F.K. Loznica odlazi u talijanski klub A.C. Parma za tadašnjih milijun njemačkih maraka. To je još uvijek najveći transfer koji je F.K. Loznica napravila u svojoj povijesti.

## Karijera
Sezonu 1998./99. provodi u švicarskom prvoligašu Young Boys, sljedeću sezonu provodi na jednogodišnjoj posudbi u srpskom prvoligašu Spartak iz Subotice, sezonu 2000./01. igra za slovačkog prvaka FK Košice iz Košica, sljedeće dvije godine provodi u talijanskom drugoligašu FC. Varese iz istoimenog grada. U sezoni 2004./2005. igra za srpsku momčadi Macva iz Šapca.
Od 2006. boravi u SAD-u gdje igra mali nogomet za klub Chicago Storm. Trenutno je član Rockford Rampagea, s kojim 2008. postaje prvak Američke malonogometne lige.